# تجربة NA48

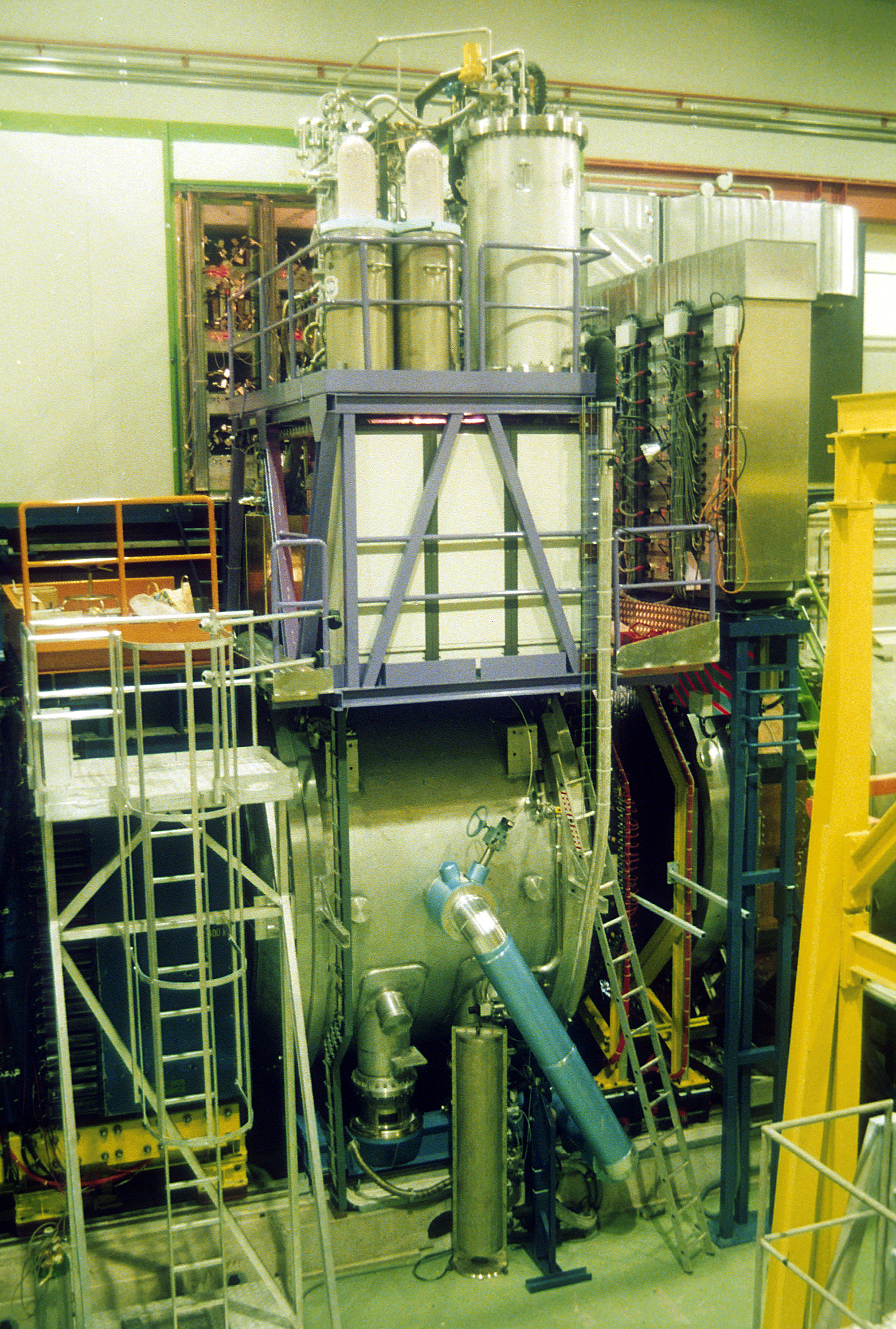

## تجربة NA48
تجربة NA48 هي سلسلة من تجارب فيزياء الجسيمات في مجال كاون الفيزيائي (مجموعة مكونة من 4 ميزونات تتميز بان لها اعداد كمية غريبة) , فيتم حملها على الجزء الشمالي لمسرع البروتونات الأكبر في CERN وتم التعاون مع أكثر من 100فيزيائي من أوروبا الغربية وروسيا.

## لمحة تاريخية
انطلقت هذه التجربة في وقت مبكر عام 1990, هدفها الفيزيائي الأساسي البحث المباشر عن انكسار التناظر بين المادة ونقيض المادة

الناتج من تجربة NA31 السابقة , تم الحصول على نتائج تجربة NA48 بين عام 1997 و2002 وتم اكتشاف ظاهرة انكسار التناظر بين المادة ونقيض المادة وتعتبر هذه التجربة واحدة من أهم التجارب في معمل وتعتبر هذه التجربة واحدة من أهم التجارب في معمل CERN وأعلن عنها التعاون عام 1999 وتم نشر النتائج النهائية عام 2001.
كما ساهمت هذه التجربة في دراسة اضمحلال نادر في كاون المتعادل .
المرحلة التالية للتجربة (NA48/1) أجريت عام 2002وتم التفرغ لدراسة الإضمحلال النادر في كاون المتعادل بدقة عالية وكذلك الهيبرون المتعادل .
المرحلة (NA48/2) نفذت عام 2003–2004 وكانت مخصصة لدراسة خصائص شحنة كاون وضمت تلك الدراسة دراسة انكسار التناظر بين المادة ونقيض المادة ودراسة الإضمحلال النادر لشحنة كاون , انخفاض - طاقة ديناميكا لونية كمومية QCD بإ ستخدام إعادة التشتت في المستوى النهائي .
وعقب التجربة NA48 تجربة NA62 , وقد اتخذت البيانات الأولى عام 2007-2008 لقياس نسبة الإضمحلال Ke2/Kμ2 .
تجربة NA62 مستقبلا ستركز على المعدل الأقصى لإضمحلال شحنة كاون.

## وصلات خارجية
- NA48 website
- NA48/1 website
- NA48/2 website
- NA62 website
- The experiments NA48 and NA62 at CERN
- The NA62 Experiment at the CERN SPS